# Paul Maltby
Paul Copeland Maltby (ur. 5 sierpnia 1892 w Alleppey, zm. 2 lipca 1971 w Aldershot) – wicemarszałek lotnictwa Royal Air Force w latach 30. XX w. i podczas II wojny światowej. 
W 1942 roku Maltby był zastępcą dowódcy sił powietrznych Dowództwa Dalekowschodniego i dowódcą sił powietrznych RAF-u na Jawie. 1 stycznia 1942 roku rozkazał on sformowanie 225. Grupy Bombowej RAF. Maltby przybył do zachodniej Jawy 14 lutego 1942 roku i ustanowił swoje dowództwo w Sukabumi. W tym samym czasie Japończycy zadali ciężkie straty alianckiemu lotnictwu.
22 lutego 1942 roku dowództwo ABDA zostało rozwiązane. Churchill zgadzał się całkowicie z Wavell’em, że Jawa powinna walczyć dalej, jednak pomimo tego główne posiłki miały zostać wysłane do Birmy i Indii, a nie na Jawę. Całkowite dowództwo zostało przekazane Królewskiej Armii Holenderskich Indii Wschodnich. Następnego dnia Churchill napisał Maltby’iemu: „Wysyłam panu i wszystkim jednostkom brytyjskim, które pozostały na Jawie moje najlepsze życzenia dla sukcesu i honoru w ciężkiej walce, którą pan prowadzi. Każdy uzyskany dzień jest cenny i wiem, że zrobi pan wszystko co w waszej mocy, by przedłużyć bitwę”. Główne siły Maltby’iego miały kontynuować obronę Jawy, aż do wyczerpania się amunicji i miały zrobić wszystko, by ewakuować resztki jednostek i personelu na Cejlon lub do Australii.
Japońskie wojska inwazyjne wylądowały na Jawie pod koniec lutego i na początku marca. Wojska alianckie zostały szybko pokonane. 12 marca 1942 roku główni brytyjscy, australijscy i amerykańscy dowódcy zostali wezwani do Bandungu, gdzie podpisano akt kapitulacji wojsk alianckich w obecności dowódcy wojsk japońskich w rejonie Bandungu gen. porucznika Masao Maruyamy, który obiecał im przestrzeganie praw konwencji genewskiej w obronie jeńców wojennych.     
Pomiędzy 1942 a 1945 rokiem był japońskim jeńcem wojennym.